# Armando Bucciol
Dom Armando Bucciol (Motta di Livenza, 3 de julho de 1946) é um bispo católico italiano, bispo emérito da Diocese de Livramento de Nossa Senhora.

## Biografia
Armando Bucciol nasceu em Villanova de Motta de Livenza (Província de Treviso – Itália), aos 03 de julho de 1946, filho de Antônio Bucciol e de Antônia Roselen. 
Em 1960, entrou no Seminário diocesano de Vittorio Veneto, onde cursou o 2º grau, Filosofia e Teologia. Seu bispo era Dom Albino Luciani, o futuro Papa João Paulo I. Foi ordenado sacerdote aos 12 de setembro de 1971, na Diocese de Vittorio Veneto. 
Depois da ordenação, cursou Teologia Pastoral e especializou-se como professor de Ensino Religioso em Perdenone (1973-1975). De 1977 a 1979 estudou Liturgia Pastoral, no Mosteiro Beneditino Santa Justina, em Pádua. 
Fez o curso de Doutorado na faculdade de Santo Anselmo, em Roma (1979-1980), e, em Pádua, concluiu (1982) com a licenciatura (1993) Doutorado em Sagrada Teologia, com especialização em Liturgia Pastoral. Participou do curso de preparação para missionário no CUM em Verona (Itália) e de inculturação no CENFI, em Brasília. 

## Ministérios e funções
Coadjutor na paróquia de Serravalle, em  Vittorio Veneto (1971 a 1978); professor de Ensino Religioso por 16 anos; 
Por 11 anos, além dos serviços pastorais nas paróquias de Farra de Soligo (1978-1980), Barbisano e Soligo (1980-1991), trabalhou junto a pessoas com problemas especiais (alcoólatras, drogados, excepcionais físicos, doentes mentais), na Cáritas diocesana, na formação de lideranças e na Pastoral da Juventude;
Em 1991, veio para o Brasil como fidei donum, atuando na Diocese de Caetité: reitor do Seminário São José (1991-2001), vigário das paróquias de Candiba (1991-2004), Riacho de Santana e Matinha (1998-1999), Lícinio de Almeida (2002-2004); coordenador de Pastoral (1995-2004); Professor na Escola de Teologia para Leigos; 
Ordenado Bispo no dia 17 de abril de 2004, tomou posse na Diocese de Livramento de Nossa Senhora, no mesmo ano. Tem como lema de sagração: Charitas Christi urget nos! (O amor de Cristo nos impulsiona!);
No dia 11 de maio de 2011 foi eleito Presidente da Comissão Episcopal Pastoral para a Liturgia da CNBB, período a concluir-se em 2015.
Renunciou ao episcopado da Diocese de Livramento de Nossa Senhora, renúncia aceita pelo Papa Francisco em 1º de fevereiro de 2023 e foi substituído na mesma data no cargo por Dom Vicente de Paula Ferreira.